# Michael Christian Hirsch
Michael Christian Hirsch (* 4. November 1743 in Nürnberg; † September 1796 in Wien) war ein deutsch-österreichischer Kaufmann, Schriftsteller, Übersetzer und Publizist.

## Leben
Michael Christian Hirsch wurde als Sohn des evangelischen Pfarrers und Geschichtsforschers Carl Christian Hirsch (* 20. Oktober 1704; † 27. Februar 1754) und der Pfarrerstochter Catharina Barbara Cäsar geboren. Als der Vater starb, kam Michael Christian Hirsch unter die Obhut seines Onkels, einem Nürnberger Kaufmann. Da der Onkel seinen Neffen ebenfalls zu einem Handelsmann bestimmte, verließ Michael Christian Hirsch im Alter von 13 Jahren das Gymnasium (nach lediglich drei besuchten Schulklassen) und begann eine Ausbildung im Kaufmannsstand. Mit 19 Jahren kam Hirsch nach Frankfurt am Main, um sich in „zwei der besten“ Handelshäuser der Stadt weiter ausbilden zu lassen. Da sich die französische Armee zu diesem Zeitpunkt noch in Frankfurt befand, erlernte Hirsch in Frankfurt die französische Sprache.
Nach drei Jahren in Frankfurt wurde Hirsch von der Frankfurter Handels-Compagnie nach Fiume versetzt, um dort die deutschsprachige Korrespondenz zu bearbeiten. Anschließend war er für dreieinhalb Jahre in Triest tätig, wo Hirsch sich die italienische Sprache aneignete. Nach zwei Jahren in Triest bekleidete er dann das Amt eines „Administrators“ (Leiter) in der Niederlassung des Frankfurter Commerzhauses in Hermannstadt und ein halbes Jahr darauf wurde Hirsch schließlich zum Inspektor sämtlicher Niederlassungen der Handels-Compagnie ernannt. Während seiner Zeit als Inspektor wurde, auf Hirsch Veranlassung hin, erstmals eine „ordentliche Fuhrstraße“ durch das Gebirge von Fiume nach Karlstadt errichtet und er ordnete des Weiteren möglichst viel Schifffahrt auf der Drau, Save und Donau an. Hirsch legte sich mit der Zeit auf seinen Reisen eine private Bibliothek an, die er ständig erweiterte.
Auf Grund verschiedener Krankheiten konnte er das Amt des Inspektors nicht mehr weiter ausüben und wurde zunächst Faktor der k. u. k. Mährischen Leihbank in Brünn. Dort machte er unter anderem Bekanntschaft mit Maximilian Joseph von Lamberg und freundete sich mit diesem an. Während seiner Zeit in Brünn veröffentlichte Hirsch auch verschiedene Artikel in den dortigen Zeitungen. Anschließend war Hirsch Lehenbanks-Buchhalter in Wien und zusätzlich von 1783 bis zu seinem Tod auch noch Teilhaber des Henikstein'schen Wechselhauses. Hirsch war des Weiteren seit 1778 Mitglied der Hessen-Homburgischen Patriotischen Gesellschaft.

## Werke (Auswahl)
- Das scherzende Orakel am Spieltisch des Frauenzimmers. Ghelen, Wien 1777
- Abriß und ausführliche Erklärung aller Künste und Wissenschaften. Für erwachsene Personen. In Frag und Antwort. Aus dem Französischen übersetzt (zusammen mit Heinrich Georg Hoff), Frankfurt am Main, Leipzig 1779
- Handbuch für Bankiers und Kaufleute. 1781
- Aufsätze aus dem Französischen und Italienischen, bestehend in Biographien, Erzehlungen, kleinen Schauspielen und oeconomischen Pieçen. Vier Theile. 1782, 1783
- Miscellanien bestehend aus besonderen Anekdoten, kurzen Geschichten, epigrammatischen Gedichten und verschiedenen anderen Merkwürdigkeiten. Zwei Theile  (zusammen mit H. G. Hoff), Ghelen Wien 1782
- Geschichte des Hussitenkriegs und des Consiliums zu Basel von Jacques Lenfant, mit wichtigen, das Original berichtigenden und verbessernden Noten, wie auch dem Leben und Schriften des Verfassers vermehrt und verbessert. Aus dem Französischen übersetzt. Vier Theile. Wien, Pressburg, 1783, 1784
- Der Normännische Spion oder merkwürdige Begebenheiten des vorgeblichen Barons von Maubert, Kapuziners, Ritters und Schriftstellers u. s. w. Aus dem Französischen übersetzt. Brünn 1785
- Übersetzungen der Lebensbeschreibungen von Pedrillo de Tormes und Poinsinet, ohne Jahresangabe